# باشگاه فوتبال شلاهو
باشگاه فرهنگی ورزشی دپورتیوو شلاهو ماریو کامپوسیکو که معمولاً به عنوان شلاهو ام‌سی یا فقط شلاهو شناخته می‌شود یک باشگاه فوتبال حرفه‌ای گواتمالایی است که در لیگا ناسیونال رقابت می‌کند. آنها در کویتزالتنانگو، شهرستان کویتزالتنانگو واقع شده‌اند و مسابقات خانگی خود را در ورزشگاه ماریو کامپوسکو انجام می‌دهند. آنها موفق‌ترین تیم (از نظر عناوین ملی کسب شده) بدون حضور در پایتخت در تاریخ لیگ هستند.

## افتخارات
- لیگا ناسیونال: ۶ قهرمانی
- جام حذفی گواتمالا: ۳ قهرمانی